# Scottish Second Division 1984/85
Die Scottish Football League Second Division wurde 1984/85 zum zehnten Mal nach Einführung der Premier Division als dritthöchste schottische Liga ausgetragen. Zudem war es die zehnte Austragung als dritthöchste Fußball-Spielklasse der Herren in Schottland unter dem Namen Second Division. In der Saison 1984/85 traten 14 Vereine in insgesamt 39 Spieltagen gegeneinander an. Jedes Team spielte jeweils dreimal gegen jedes andere Team. Bei Punktgleichheit zählte die Tordifferenz.
Die Meisterschaft gewann der FC Montrose, das sich damit gleichzeitig die Teilnahme an der First Division-Saison 1985/86 sicherte. Neben Montrose stieg auch der Zweitplatzierte Alloa Athletic auf. Torschützenkönig mit 27 Treffern wurde der spätere irische Nationalspieler Bernie Slaven von den Albion Rovers.

## Statistiken

### Abschlusstabelle
| Pl. | Verein                | Sp. | S  | U  | N  | Tore    | Diff. | Punkte |
| --- | --------------------- | --- | -- | -- | -- | ------- | ----- | ------ |
| 1.  | FC Montrose           | 39  | 22 | 9  | 8  | 057:400 | +17   | 53:25  |
| 2.  | Alloa Athletic (A)    | 39  | 20 | 10 | 9  | 058:400 | +18   | 50:28  |
| 3.  | Dunfermline Athletic  | 39  | 17 | 15 | 7  | 061:360 | +25   | 49:29  |
| 4.  | FC Cowdenbeath        | 39  | 18 | 11 | 10 | 068:390 | +29   | 47:31  |
| 5.  | FC Stenhousemuir      | 39  | 15 | 15 | 9  | 045:430 | +2    | 45:33  |
| 6.  | Stirling Albion       | 39  | 15 | 13 | 11 | 062:470 | +15   | 43:35  |
| 7.  | Raith Rovers (A)      | 39  | 18 | 6  | 15 | 069:570 | +12   | 42:36  |
| 8.  | Queen of the South    | 39  | 10 | 14 | 15 | 042:560 | −14   | 34:44  |
| 9.  | Albion Rovers         | 39  | 13 | 8  | 18 | 049:720 | −23   | 34:44  |
| 10. | FC Queen’s Park       | 39  | 12 | 9  | 18 | 048:550 | −7    | 33:45  |
| 11. | FC Stranraer          | 39  | 13 | 6  | 20 | 052:670 | −15   | 32:46  |
| 12. | FC East Stirlingshire | 39  | 8  | 15 | 16 | 038:530 | −15   | 31:47  |
| 13. | Berwick Rangers       | 39  | 8  | 12 | 19 | 036:490 | −13   | 28:50  |
| 14. | FC Arbroath           | 39  | 9  | 7  | 23 | 035:660 | −31   | 25:53  |

Platzierungskriterien: 1. Punkte – 2. Tordifferenz – 3. geschossene Tore – 4. Direkter Vergleich (Punkte, Tordifferenz, geschossene Tore)
| Saison 1984/85 |

| Zum Saisonende 1983/84 |                                  |
| (A)                    | Absteiger aus der First Division |